# Juanita León
Juanita León García (1970) es una periodista colombiana, escritora y conferencista.

## Trayectoria
Nació en Colombia, hija de Jorge Fernando León Dub, cofundador y socio de Quala. Se graduó de escuela de derecho de la Universidad de los Andes antes de mudarse a la Ciudad de Nueva York para hacer una Maestría en la Escuela de Periodismo de la Universidad de Columbia. Trabajó como reportera en el Wall Street Journal (edición para las Américas) antes de regresar a Colombia en 1998.
León trabajó para el diario El Tiempo y para la revista Semana. Fue redactora jefe de semana.com y colaboró con la serie de televisión Tiempos difíciles y Regreso a la Esperanza. Fue una de los primeros periodistas en revelar los enlaces entre varios políticos colombianos y grupos paramilitares.
León fue la editora de Años de fuego (2001, una antología de los mejores reportajes colombiano del los años 1990). En 2004 publicó "No somos muchos pero somos machos" (artículos de la resistencia civil por parte de indígenas colombianos y el exalcalde de Bogotá Antanas Mockus).
Su libro País de plomo. Crónicas de Guerra trata el conflicto armado de Colombia a principios del siglo XXI. Fue publicado por la Universidad de Prensa de Nuevo México en inglés. En 2006 le fue otorgado el Lettre Ulysses Award por el arte de reportaje (tercer puesto) y fue nombrada Socio Nieman (Nieman Fellow) por la Universidad de Harvard.
Enseñó en la escuela de periodismo de la Universidad de Nueva York y trabajó como redactora jefe de Flypmedia.com, una revista noticiosa en línea basada en la Ciudad de Nueva York, hasta junio de 2008.
En 2009 fue escogida como miembro honorífico de la Open Society Fundation. y con dinero aportado por dicha fundación León fundó La Silla Vacía, un sitio web noticioso centrado en política colombiana. La Open Society Fundation es una organización de carácter internacional creada en Nueva York en 1993 por George Soros.
En 2014, editó y coescribió un libro sobre perfiles de los políticos importantes en Colombia llamado "Los súperpoderosos" escrito junto con su equipo de La Silla Vacía.
Desde 2014, fue miembro de la junta directiva de la organización Global Voices hasta 2015, y ahora es miembro del Consejo Superior de la Universidad de los Andes y presidenta de la Fundación de Prensa Libre.
El 9 de mayo de 2016 su nombre apareció reportado en la lista de personas vinculadas con el escándalo de los Panama Papers. Ella misma lo reportó en un artículo de La Silla Vacía en el que mostró su declaración de renta en la que aparecía reportada ante la Dian las acciones de la empresa de su familia como un activo en el exterior.
En 2016 se ganó el premio Gabo a mejor cobertura por su cubrimiento del proceso de paz en La Silla Vacía.
En 2018, fue aceptada como Academic Visitor en St. Antony's College de la Universidad de Oxford, donde estuvo hasta diciembre de 2019.  En septiembre de 2020, publicó su último libro "10,000 horas en La Silla Vacía, poder y periodismo en un nuevo mundo", editado por Random House.

## Libros publicados
- No somos machos pero somos muchos, 2004
- País de plomo. Crónicas de guerra, 2005
- 10000 horas en La Silla Vacía, poder y periodismo en un nuevo mundo, 2020

## Premios
- El premio Mundial de Organización Mundial de la Salud para Periodismo de Salud (2001, por un artículo en los riesgos de salud en el conflicto en Colombia)
- Fundación para un Nuevo Periodismo Iberoamericano - Cemex Premio de periodismo (2002, finalista)
- Premio Lettre Ulysses (2006, 3.º puesto, premio para el libro País de plomo. Crónicas de guerra)
- Premio Gabriel García Márquez, categoría Cobertura (2016).